# Rumore/Sì, ci sto
Rumore/Sì, ci sto è un 45 giri promozionale della cantante pop italiana Raffaella Carrà, pubblicato a inizio settembre 1974 dall'etichetta discografica CGD e del quale era proibita la vendita.

## Il disco
Neppure 20 giorni dopo, a fine di settembre, esce la versione ufficiale (CGD 2730), distribuita dalle Messaggerie Musicali di Milano, in cui il lato b viene cambiato con il brano Mi vien da piangere. Questa versione è da considerarsi l'undicesimo singolo della discografia della cantante.
La fotografia della copertina è di Chiara Samugheo. Le due tracce sono contenute nell'album Felicità tà tà.

## Rumore
La canzone, scritta da Andrea Lo Vecchio su musica di Guido Maria Ferilli e arrangiamenti di Shel Shapiro, rappresenta uno dei più grandi successi dell'artista, vendendo oltre dieci milioni di copie nel mondo nelle sue versioni in lingua inglese, spagnola e francese. È stata inoltre uno dei primi esempi di Disco music all'italiana.

### Storia
Il venticinquenne leccese Guido Maria Ferilli dichiarò di aver inventato il pezzo per caso, strimpellando la chitarra: "Ogni volta che strimpellavo questo brano tutti i ragazzini che giocavano in cortile sembravano gradire questa musica e ballicchiavano… Non altrettanto con altri miei brani".
Ferilli porta il pezzo ad Andrea Lo Vecchio, che nel 1971 aveva già scritto il testo, con Roberto Vecchioni, di Donna Felicità per i Nuovi Angeli e Luci a San Siro per lo stesso Vecchioni; nel 1973 aveva scritto anche per Mina il grande successo E poi... su musica di Shel Shapiro, ex leader dei Rokes.
Lo Vecchio fatica a scrivere il testo del pezzo di Ferilli: "Era difficile con quella metrica breve: cercavo qualcosa che ci stesse". Nasce così, per caso, Rumore, la storia di una donna, che ha lasciato il compagno/marito, perché "ho deciso che facevo da me", ma una sera, sola in casa, sentendo un rumore, vorrebbe "tornare indietro nel tempo", rendendosi conto che "da sola non mi sento sicura, mai". Un testo apparentemente in controtendenza, in anni di acceso femminismo. In realtà, calzava a pennello a tutte quelle donne a metà del guado: desiderose di emanciparsi, ma non perfettamente a loro agio fuori dai ruoli tradizionalmente loro assegnati. Un po' il contraltare femminile degli uomini descritti da Mogol nei suoi testi degli stessi anni.
Manca l'interprete: Ferilli e Lo Vecchio pensano a Donatella Moretti, che ne incide un promo giunto sulla scrivania di Alfredo Cerruti della CBS. Quest'ultimo, convinto che il pezzo sia perfetto per Raffaella Carrà, telefona a Gianni Boncompagni, all'epoca compagno della soubrette, che fiutato il potenziale del brano si reca assieme a lei negli studi di registrazione di via Salomone a Milano, sede della CGD, distribuita dalla CBS e casa discografica di Raffaella, per incidere il disco.
Vengono chiamati alla batteria Ellade Bandini e alle chitarre Andrea Sacchi e Shel Shapiro, che cura anche l'arrangiamento, più coriste e fiati. Ricorda Ferilli, che canta pure, in mezzo alle coriste: "Lavorammo in sala parecchi giorni alla presenza anche di Gianni Boncompagni. La stanchezza era tanta e quella melodia era un'ossessione al punto che Raffaella disse: "E adesso non mi farà dormire! Sento ancora e continuamente nelle orecchie quel na na na…". Raffaella ha avuto poche difficoltà tranne quella nota alta che dopo un po' di allenamento è riuscita a prendere bene".
A fine settembre il brano è nei negozi. La Carrà lo presenta nella seconda puntata della nuova edizione della trasmissione televisiva da lei condotta Canzonissima 1974. Tra il 1974 e il 1975 risulterà il terzo singolo più venduto in Italia. Il successo è enorme già a dicembre, ricorda Ferilli, "registrammo la versione spagnola, inglese e francese. Raffaella dimostrò di averla assimilata molto bene avendo una maggiore disinvoltura".

### Video
Canzonissima 1974, prima esibizione, su YouTube. URL consultato il 21 febbraio 2022.
 Canzonissima 1974, seconda esibizione, su YouTube. URL consultato il 21 febbraio 2022.
Frammenti della seconda esibizione televisiva non censurata mixata con altri video, in Techetechete'  puntata del 13/06/2013 (inizio a 10:00).
Un analogo videoclip mix è disponibile sul DVD nel cofanetto Raffica Carrà del 2007.
 Versione originale tv spagnola 1974, su YouTube. URL consultato il 21 settembre 2021.
 Versione tv spagnola (balletto in rosa), su YouTube. URL consultato il 21 settembre 2021.

### Versioni estere
Il lato B del singolo nelle versioni per i mercati stranieri è sempre il brano Felicità tà tà; nell'edizione del 1974 i due brani sono cantati in italiano (CBS 2984), mentre nella due edizioni spagnole ristampate nel 1975 con copertina differente (entrambe CBS 3426), la prima (Rumore/Felicità tà tà) ha ancora il lato B in italiano, mentre nella seconda (Rumores/Felicidad da da) entrambe le canzoni sono in spagnolo.
Il brano, oltre che in italiano, è stato pubblicato in altre tre lingue:
- inglese, con il titolo Get Movin, in Italia per la prima volta nella raccolta su CD Tutto Carrà del 1999
- spagnolo, con il titolo Rumores e testo di Jesus González[14]
- francese, con il titolo Lumiere, in Italia per la prima volta nel cofanetto Raffica - Balletti & Duetti del 2008.[15]

## Tracce
Lato A
1. Rumore[16] – 3:30 (testo: Andrea Lo Vecchio – musica: Guido Maria Ferilli; edizioni musicali Alfiere)

Lato B (edizioni musicali Sugar Music)

Singolo promo CGD 2691 (Shel Shapiro - arrangiamento e orchestra)
1. Sì, ci sto[17] – 4:26 (testo: Gianni Boncompagni, Andrea Lo Vecchio – musica: Clément Chammah, Shel Shapiro)

Singolo CGD 2730 (Paolo Ormi - arrangiamento e orchestra)
1. Mi vien da piangere[18] – 2:58 (testo: Gianni Boncompagni, Andrea Lo Vecchio – musica: Franco Bracardi)

### Musicisti inRumore[4]
- Shel Shapiro - arrangiamento e orchestra
- Andrea Sacchi - chitarra
- Gigi Cappellotto - basso
- Tullio De Piscopo - batteria

## Classifiche
| Classifica (1974-5) | Posizione raggiunta |
| ------------------- | ------------------- |
| Italia              | 3                   |

Il 7 dicembre il brano entra in Top ten al settimo posto e, dopo due sole settimane, il 21 si insedia stabilmente in quarta posizione. Conserverà quel piazzamento fino a fine gennaio del 1975, per scivolare al nono e poi al decimo durante la prima quindicina di febbraio e uscire dalla classifica dopo il 20.
L'andamento complessivo a cavallo dell'anno pongono il singolo al terzo posto assoluto delle vendite, il quarto per le sole avvenute nel 1974.

## Rumore (Remix 91 Dance Version)
Nel 1991 Rumore è stata riarrangiata in versione dance e inserita nell'album Raffaella Carrà con il titolo Rumore (Remix 91 Dance Version).
Il disco è stato pubblicato in Italia e Spagna nel formato maxi singolo (vinile da 12 pollici, versione speciale per DJ) e comprende tre remix e una versione a cappella.
Raffaella ha eseguito la canzone nel programma televisivo da lei condotto Fantastico 12; durante la performance è stata scattata la foto della copertina del singolo per il mercato italiano realizzata da Claudio Gobbi.
 Rumore (Fantastico 12), su YouTube. URL consultato il 27 settembre 2021.

### Tracce
Lato A
1. Rumore (club mix) – 6:30
2. Rumore (a cappella) – 1:15

Lato B
1. Rumore (radio mix) – 3:00
2. Rumore (street dance mix) – 3:00

## Il remix del 1999
Nel 1999 Raffaella inserisce una nuova versione pop rock in italiano del brano, sia nell'album-raccolta di remix Fiesta - I grandi successi, sia nelle edizioni internazionali dello stesso destinate ai mercati esteri.

## Rumore (The Remixes) - 2010
Rumore (The Remixes) è un CD singolo (e maxi singolo 12 pollici a 33 giri) promozionale dei Disc jockey e produttori musicali italiani Veerus (Manuel Pepe) e Maxie Devine (Massimiliano Cavaliere), pubblicato e distribuito nel 2010 dall'etichetta discografica Halidon.
In disco contiene 4 remix della canzone Rumore di Raffaella che ne campionano le sequenze originali.

### Tracce
1. Rumore (vocal club mix) – 6:47 (edizioni musicali Warner Chappell ABR)
2. Rumore (re-work mix) – 5:13 (mix Joe T Vannelli; edizioni musicali Universal Records Ricordi)
3. Rumore (re-work radio mix) – 2:57 (mix Joe T Vannelli; edizioni musicali Universal Records Ricordi)
4. Rumore (dubmental mix) – 6:15 (edizioni musicali Warner Chappell ABR)